# Pergalumna corrugis
Pergalumna corrugis är en kvalsterart som först beskrevs av Arthur P. Jacot 1929.  Pergalumna corrugis ingår i släktet Pergalumna och familjen Galumnidae.

## Underarter
Arten delas in i följande underarter:
- P. c. corrugis
- P. c. milleri